# Ассистент (преподавательская должность)
Ассисте́нт (от лат. assistens — помогающий) — начальная преподавательская должность в вузах. Соответствует должности дореволюционной России адъюнкт-профессор (ассистент-профессор). Часто эта должность совмещается с учёбой в аспирантуре. При меньшей оплате они должны проводить больше часов занятий по сравнению с доцентами и профессорами.
На должность ассистента назначается лицо, имеющее высшее образование уровня не ниже специалиста или магистра. На ассистентов возлагается проведение семинарских и лабораторных занятий и помощь лектору в приёме зачётов или экзаменов. В случае недостатка доцентов и профессоров даётся разрешение и на чтение лекций студентам бакалавриата или специалитета, но не магистратуры.
В России должность впервые была введена Университетским уставом 1804 года как учебно-вспомогательная должность. Ассистентами к профессорам могли назначаться университетские стипендиаты, оставленные при кафедре «для приготовления к учёной степени». Должность ассистента первоначально являлась сверхштатной, дополняя имеющихся по штату лаборантов, но за её исполнение помимо стипендии разрешалось выдавать вознаграждение «по усмотрению собраний факультетов».

### Основные положения по должности ассистента кафедры (после 1917 года)
- Ассистент кафедры относится к категории профессорско-преподавательского состава.
- На должность ассистента кафедры назначается лицо, имеющее высшее профессиональное образование и стаж работы в образовательном учреждении не менее 1 года,  при наличии послевузовского профессионального образования (аспирантура) или лицо, имеющее степень кандидата наук — без предъявления требований к стажу.